# Johnny Knoxville
Pour les articles homonymes, voir Knoxville.
Johnny Knoxville, de son vrai nom Phillip John Clapp, est un acteur américain, né le 11 mars 1971 à Knoxville (Tennessee).
Il est principalement connu comme cocréateur et principale vedette de la série Jackass, diffusée sur MTV, qui a donné naissance à plusieurs films par la suite.

## Biographie
À l'âge de 7 ans, Johnny Knoxville décide de prendre un bâton pour frapper un nid de frelons près de sa maison. Il frôle la mort dès l'âge de huit ans à la suite d'une triple infection : grippe, pneumonie et bronchite. À 9 ans, il est temps pour lui de sauter du deuxième étage d'un hôtel dans une piscine, puis à 13 ans de sauter du haut de 6 étages dans une piscine. Cependant, Johnny Knoxville admet qu'il a hérité du sens de l'humour de son père, Phil. Il se rappelle plusieurs blagues de son père quand il était jeune, notamment venir à une fête de Noël avec une arme à feu ou servir un milk-shake rempli de laxatif à ses amis.
Il étudie à l'American Academy of Dramatic Arts à Pasadena, en Californie. En 1996, Johnny Knoxville a l'idée de tester sur lui-même des armes d'autodéfense (spray au poivre, pistolet à décharge électrique, paintball humain, etc.) puis d'écrire un article sur cette expérience. Il lance l'idée à deux ou trois magazines qui la rejettent. Finalement, en 1997, il parle de son idée à Jeff Tremaine (alors un rédacteur au Big Brother Magazine, puis par la suite producteur exécutif et cocréateur de Jackass). Celui-ci est enthousiaste, l'embauche alors comme journaliste et le convainc d'enregistrer sur vidéo cette idée pour une possible diffusion.
Il y a alors une guerre ouverte entre MTV et Comedy Central pour la diffusion des vidéos. MTV, qui proposait une émission télévisée, remporte alors la mise. Il participe alors à plus de 3 saisons de la série Jackass. Ils sortiront plusieurs DVD Jackass :  Jackass, le film, Jackass 2, Jackass 2.5, Jackass 3D et Jackass 3.5.
Johnny Knoxville fait aussi une apparition le 13 octobre 2008 au show WWE Raw de la WWE où il s'est fait battre par The Great Khali dont il se moquait en lui disant qu'il a un petit pénis.
Le 4 octobre 2010, il est le guest host de WWE Raw qui s'est déroulé à Wichita, au Kansas, à l'Intrust Bank Arena. Le 1er janvier 2022, il annonce sa participation à l'événement de catch de la WWE le Royal Rumble 2022, où il entre dans le Royal Rumble Match masculin. Le 4 avril 2022, lors de WrestleMania 38, il bat Sami Zayn dans un Anything Goes Match.

## Filmographie

### Cinéma
- 1995 : Desert Blues de 	John J. Kelly : Bob
- 2000 : Coyote Girls (Coyote Ugly) de David McNally : Un gars du collège
- 2002 : Chewing-Gum et Cornemuse (Life Without Dick) de Bix Skahill : Dick Rasmusson
- 2002 : Big Trouble de Barry Sonnenfeld : Eddie Leadbetter
- 2002 : Les Voyous de Brooklyn (Deuces Wild) de Scott Kalvert : Vinnie Fish
- 2002 : Men in Black 2 de Barry Sonnenfeld : Scrad / Charlie
- 2002 : Jackass, le film (Jackass: The Movie) de Jeff Tremaine : Lui-même
- 2003 : Grand Theft Parsons (en) de David Caffrey (en) : Phil Kaufman
- 2004 : Tolérance Zéro (Walking Tall) de Kevin Bray : Ray Templeton
- 2004 : A Dirty Shame de John Waters : Ray Ray Perkins
- 2005 : Les Seigneurs de Dogtown (Lords of Dogtown) de Catherine Hardwicke : Topper Burks
- 2005 : Shérif, fais-moi peur (The Dukes of Hazzard) de Jay Chandrasekhar : Luke Duke
- 2005 : Daltry Calhoun de Katrina Holden Bronson : Daltry Calhoun
- 2005 : The Ringer de Barry W. Blaustein : Steve Barker
- 2006 : Jackass: Number Two de Jeff Tremaine : lui-même
- 2008 : Jackass 2.5 de Jeff Tremaine  : lui-même
- 2010 : Jackass 3 de Jeff Tremaine  : lui-même
- 2010 : Father of Invention de Trent Cooper : Troy Coangelo
- 2012 : Small Apartments de Jonas Åkerlund : Tommy Balls
- 2012 : Nature Calls de Todd Rohal : Kirk
- 2012 : Fun Size de Josh Schwartz : Jörgen
- 2013 : Le Dernier Rempart (The Last Stand) de Kim Jee-woon : Lewis Dinkum
- 2013 : My Movie Project (Movie 43), (sketch : Happy Birthday de Brett Ratner) : Pete
- 2013 : Epic : La Bataille du royaume secret de Chris Wedge : Mandrake
- 2013 : Jackass Presents: Bad Grandpa de Jeff Tremaine : Irving Zisman
- 2014 : Ninja Turtles (Teenage Mutant Ninja Turtles) de Jonathan Liebesman : Leonardo (voix)
- 2015 : Elvis and Nixon de Liza Johnson : Sonny
- 2016 : Ninja Turtles 2 (Teenage Mutant Ninja Turtles: Half Shell) de Dave Green : Leonardo (voix)
- 2016 : La Filature (Skiptrace) de Renny Harlin : Connor Watts
- 2018 : Action Point (Action Point) de Tim Kirkby : D.C.
- 2018 : Rosy de Jess Bond : James
- 2019 : Polar de Jonas Åkerlund : Michael Green
- 2019 : Above Suspicion de Phillip Noyce : Cash
- 2020 : Mainstream de Gia Coppola : Ted Wick
- 2021 : Jackass Forever de Jeff Tremaine : lui-même
- 2025 : I Want Your Sex de Gregg Araki

### Télévision

#### Séries télévisées
- 2006 et 2008 : Les Rois du Texas (King of the Hill) : Peter Sterling / Hoyt Platter (voix)
- 2008 : Unhitched : Chuck
- 2009 : The Goode Family : Dean
- 2012 : Bob l'éponge (SpongeBob Squarepants) : Johnny Krill (voix)
- 2022 : Reboot : Clay Barber

## Voix francophones
En France, Emmanuel Curtil est la voix régulière de Johnny Knoxville. Philippe Valmont l'a également doublé à cinq reprises.
| - Emmanuel Curtil dans : - A Dirty Shame - Jackass: Number Two - Jackass 3D - Fun Size - Le Dernier Rempart - My Movie Project - La Filature - Action Point - Unbreakable Kimmy Schmidt : Kimmy contre le révérend (téléfilm) - Jackass Forever - Jackass 4.5 - Reboot (série télévisée) - Agent Elvis (voix) - Philippe Valmont dans : - Tolérance Zéro - The Ringer - Bad Grandpa - Elvis and Nixon - Polar | Et aussi - Pierre Tessier dans Men in Black 2 - Cédric Dumond dans Jackass, le film - Alexis Victor dans Sherif, fais-moi peur - Patrice Baudrier dans Les Seigneurs de Dogtown - Franck Lorrain dans Ninja Turtles (voix) - Raphaël Cohen dans S.O.S. Bikini Bottom : Une mission pour Sandy Écureuil (voix) - Adrien Antoine dans The Studio (série télévisée) |